# Püttlingen
Püttlingen és una ciutat de la comunitat regional de Saarbrücken a l'estat federat alemany de Saarland. Està situada a 10 km al nord-oest de Saarbrücken.
Aquesta ciutat pertanyia al príncep de Nassau-Saarbrücken al 1789, cedida per França el 1766. Püttlingen pertanyia anteriorment a la província de Tres Bisbats i al batllia de Vic-sur-Seille. Reunida una altra vegada a França per un decret de la Convenció Nacional del 14 de febrer de 1793. I finalment cedida per França a Prússia pel Tractat de París de 1815.

## Persones il·lustres
- Johann Nikolaus Weislinger (1691-1755), teòleg
- Patrik Kühnen (1966), tennista
- Hendrick Zuck (1990), futbolista